# شیکائو
شیکائو (پرتغالی: Chicão; ۳۰ ژانویهٔ ۱۹۴۹ – ۸ اکتبر ۲۰۰۸) بازیکن فوتبال اهل برزیل بود.
از باشگاه‌هایی که در آن بازی کرده‌است می‌توان به باشگاه فوتبال اتلتیکو مینیرو، باشگاه فوتبال پونته پرتا، باشگاه فوتبال سائو پائولو، و باشگاه فوتبال سانتوس اشاره کرد.
وی همچنین در تیم ملی فوتبال برزیل بازی کرده‌است.